# 朝鮮人民軍偵察総局
朝鮮人民軍偵察総局（ちょうせんじんみんぐんていさつそうきょく）は、朝鮮民主主義人民共和国（以下、北朝鮮）の政府機関である国防省傘下の対外諜報・特殊工作機関。大韓民国（以下、韓国）や第3国に対するスパイ浸透、拉致や要人暗殺、情報収集、世論工作、各種破壊工作、違法な物品の密売・密輸による外貨獲得などを担当する。

## 歴史
2009年に、朝鮮人民軍総参謀部偵察局、朝鮮労働党作戦部、朝鮮労働党対外情報調査部が統合して発足した。新たに発足した偵察総局は、総政治局、総参謀部と並ぶ人民武力部の三大機関となった。初代総局長は金英哲であり、2017年9月以前に張吉成（チャン・ギルソン）が金英哲の後継として総局長に就任したと見られている。
偵察総局が韓国に亡命していた黄長燁の暗殺計画を企て、脱北者に偽装させた工作員を韓国に入国させ、2010年に工作員が韓国当局に逮捕されたことがあるほか、韓国政府により偵察総局が天安沈没事件を主導したと認定されている。また、2011年には偵察総局が韓国の金寛鎮国防長官暗殺計画を企てた疑惑も提起されている。2017年にマレーシア・クアラルンプールで金正男が殺害された事件では、李韓永殺害事件の実行犯の1人が課長を務める毒殺専門の偵察総局19課が中心的役割を果たしたと見られている。
また、朝鮮労働党や国務委員会（旧：国防委員会）傘下の各種機関と共に各国へのサイバー攻撃も担っており、2013年3月には、あらかじめオンラインでアクセスしてコンピューターウイルスを仕込んでおいた韓国の金融機関や放送局のコンピューターをいっせいにダウンさせたり、同年秋には、ウイルスが仕込まれたオンライン賭博ゲーム用のコンピュータプログラムを韓国に安く販売し流通させ、外貨稼ぎやサイバー攻撃に利用しようとしたことが判明している（詳細は北朝鮮サイバー軍を参照）。
2019年12月に林光日が張吉成の後任として総局長に就任したと見られている。
2024年10月30日、ウクライナは李昌虎（リ・チャンホまたはイ・チャンホ）副総参謀長兼偵察総局長が北朝鮮人民軍のロシア派遣（北朝鮮のロシア派兵）に伴い現地入りをしたことを国際連合安全保障理事会に報告した。
2025年1月9日、ウクライナは負傷した北朝鮮兵2人を捕虜とした。このうち20歳の捕虜は、自身の所属を問われると「偵察局第2大隊第1中隊」と述べた。

## 歴代局長
- 初代 金英哲（1946年生）:2009年2月-2016年1月
- 第2代 張吉成（1947年生）:2016年1月-2019年12月
- 第3代 林光日（1965年生）:2019年2月-